# Martín Torrijos
Martín Erasto Torrijos Espino (Chitré, 18 luglio 1963) è un politico ed economista panamense, è stato Presidente di Panama dal 1º settembre 2004 al 1º luglio 2009.
Precedentemente ha ricoperto anche la carica di Viceministro della Giustizia dal 1º settembre 1994 al 1º settembre 1999.

## Biografia
Martín Torrijos è figlio illegittimo di Omar Torrijos, indiscusso leader militare e politico di Panama fino alla sua morte avvenuta nel 1981, in circostanze poco chiare, per un incidente aereo. Prima della sua morte però Omar Torrijos aveva riconosciuto il giovanissimo Martìn come proprio figlio. Questi si laureò alla St. John's Northwestern Military Academy e studiò scienze politiche ed economia presso la Texas A&M University.

## Carriera politica
Membro del Partito Rivoluzionario Democratico (PRD), durante la presidenza Ernesto Pérez Balladares (1994-1999), Torrijos fu viceministro della giustizia. La sua decisione più importante quando era in carica fu la firma della legge sulla privatizzazione completa dei servizi idrici statali. Tale legge fu poi abrogata per il malcontento che si era scatenato. Come ministro fu molto impopolare: durante il suo mandato rapine e violenze aumentarono e si scontrò con il sindacato dei lavoratori SUNTRACS, scatenando violente proteste.

## Campagne elettorali
Dopo il fallimento di un referendum costituzionale che avrebbe consentito al presidente Pérez Balladares di chiedere un secondo mandato consecutivo, Torrijos fu chiamato a rappresentare il PRD nelle elezioni generali del 1999, nel tentativo di riconquistare i delusi elettori di sinistra dopo che l'amministrazione Belladares aveva promosso una politica di privatizzazioni e di restrizione del potere dei sindacati. La sua avversaria era Mireya Moscoso, che desiderava promuovere una politica di riforme sociali e di riduzione della povertà e della disuguaglianza sociale, abbracciando il populismo anche con lo slogan "Vox populi, vox Dei". Torrijos invece si appellò al nazionalismo con il suo slogan "Torrijos vive" in riferimento all'illustre padre. Tuttavia la Moscoso vinse con il 45% dei voti e Torrijos perse con il 37%. Alle seguenti elezioni presidenziali del 2004, Torrijos si ricandidò e vinse con il 47% dei voti.

## Presidenza

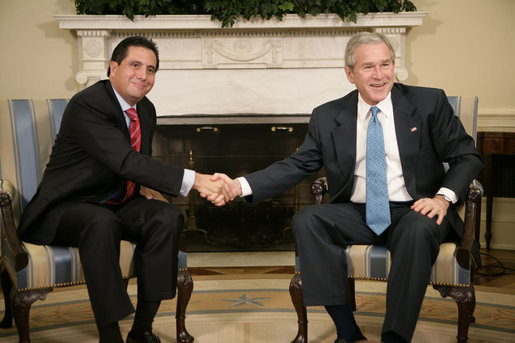
Martín Torrijos e George W. Bush nello studio ovale, il 16 febbraio 2007

Nel maggio 2005, il governo Torrijos ha proposto di aumentare i contributi previdenziali e l'innalzamento dell'età pensionabile per aiutare a pagare l'aumento del debito estero della nazione. I cambiamenti innescarono diverse settimane di proteste, scioperi, e, a causa di uno sciopero studentesco, la chiusura dell'Università di Panamá, e la proposta di aumentare l'età pensionabile venne rinviata. A seguito dell'opposizione da parte della Chiesa cattolica romana e dei dirigenti sindacali, Torrijos inizialmente rinviò anche i piani per la riforma della sicurezza sociale, anche se riuscì in un secondo momento ad attuare le riforme da lui proposte.
L'impopolarità temporanea di Torrijos lo ha costretto a rinviare i piani per il progetto di espansione del Canale di Panama fino al 2006. Nel mese di aprile dello stesso anno, presentò il piano, definendolo "probabilmente la decisione più importante di questa generazione". L'espansione fu progettata per raddoppiare la capacità di trasporto del canale e permettendo il transito delle petroliere e delle navi da crociera, con un costo previsto di $ 5 miliardi. Il piano fu approvato dal referendum pubblico, il 22 ottobre dello stesso anno con il 78% dei voti. Al Congresso dei Caraibi espresse solidarietà verso Puerto Rico e invitò gli Americani a concedere all'isola l'indipendenza. Si oppose tuttavia al presidente colombiano Álvaro Uribe Vélez che desiderava unire Panama e la Colombia con un'autostrada attraverso il tappo del Darién. Torrijos respinse l'offerta ritenendo che un'autostrada avrebbe danneggiato l'eco-turismo. Nel 2007 stipulò con George W. Bush il Trattato di Libero Commercio Panamá-USA. Benché Torrijos fosse ancora popolare allo scadere del suo mandato nel 2009, non poté ricandidarsi perché la Costituzione panamense vieta la rielezione consecutiva di un presidente. La leadership del PRD fu conferita a Balbina Harrera che fu sconfitta da Ricardo Martinelli.